# Daniel von Bargen
Daniel von Bargen (Cincinnati, 5 juni 1950 – Montgomery, 1 maart 2015) was een Amerikaans acteur.

## Biografie
Von Bargen is geboren in Cincinnati en bracht hier zijn kinderjaren door en verhuisde toen met zijn familie naar Zuidelijk Californië. Hij haalde zijn diploma in drama aan de Purdue-universiteit in West Lafayette (Indiana).
Von Bargen begon in 1974 met acteren in de televisieserie Great Performances. Hierna heeft hij nog meerdere rollen gespeeld in televisieseries en films zoals The Silence of the Lambs (1991), Basic Instinct (1992), Six Degrees of Separation (1993), I.Q. (1994), Broken Arrow (1996), Amistad (1997), Seinfeld (1997-1998), Malcolm in the Middle (2000-2002) en S1m0ne (2002).
Hij schoot zich in 2012 met een vuurwapen in zijn hoofd, kennelijk in een poging zelfmoord te plegen, nadat hij meerdere ledematen verloor als gevolg van diabetes.
Von Bargen overleed in 2015 op 64-jarige leeftijd.

## Filmografie[2]

### Films
Selectie:
- 2002 · S1m0ne – als hoofd van de politie
- 2001 · The Majestic – als agent Ellerby
- 2001 · Super Troopers – als chief Grady
- 2000 · Shaft – als luitenant Kearney
- 2000 · O Brother, Where Art Thou? – als sheriff Cooley
- 1999 · Universal Soldier: The Return – als generaal Radford
- 1998 · The Faculty – als mr. John Tate
- 1997 · The Postman – als sheriff Briscoe
- 1997 · Amistad – als Warden Pendleton
- 1997 · G.I. Jane – als Theodore Hayes
- 1996 · Thinner – als chief Duncan Hopley
- 1996 · Broken Arrow – als generaal luchtmacht Creely
- 1995 · Lord of Illusions – als Nix
- 1995 · Crimson Tide – als Vladimir Radchenko
- 1994 · I.Q. – als geheim agent
- 1994 · The Gift of Love – als ??
- 1993 · Philadelphia – als jury voorzitter
- 1993 · Six Degrees of Separation – als rechercheur
- 1993 · RoboCop 3 – als Moreno
- 1992 · Basic Instinct – als luitenant Nilsen
- 1991 · The Silence of the Lambs – als communicatiemedewerker van SWAT

### Televisieseries
Uitgezonderd eenmalige gastrollen.
- 2000–2002 · Malcolm in the Middle – als commandant Edwin Spangler – 15 afl.
- 2000 · The West Wing – als generaal Ken Shannon – 2 afl.
- 1997–1998 · Seinfeld – als Kruger – 4 afl.
- 1996 · NYPD Blue – als sergeant Ray Kahlins – 2 afl.
- 1994–1995 · All My Children – als luitenant Cody - ? afl.
- 1993 · Guiding Light – als Joe Morrison - ? afl.
- 1979 · The Scarlet Letter – als matroos - ? afl.

- Biblioteca Nacional de España: XX1491601
- Bibliothèque nationale de France: cb142371804 (data)
- International Standard Name Identifier: 0000 0000 3379 0708
- Library of Congress Control Number: n99835545
- MusicBrainz: 5a059b96-c130-4d4e-a684-61d57890b2e8
- Nationale Bibliotheek van Israël: 987007337963605171
- Virtual International Authority File: 53488357
- WorldCat: E39PCjJqVkwPBkDCtJXvBwHWcP